# Matthew Bright
Matthew Bright (nascut el 8 de juny de 1952) és un antic director de cinema, escriptor i actor.
Els seus primers crèdits van ser com a escriptor i actor a la pel·lícula de Richard Elfman de 1980 Forbidden Zone, interpretant els bessons Squeezit i René Henderson. La pel·lícula inclou els seus dos personatges sado-masoquistes que viuen en un contenidor d'escombraries, escopits, violats i torturats en el regne d'una dimensió alternativa i decapitats per Satanàs (interpretat pel millor amic de la infància de la vida real, el compositor Danny Elfman).
Bright destaca per escriure i dirigir la pel·lícula d'explotació de 1996 Tensió a l'autovia i la seva seqüela directament a vídeo de 1999.
En el seu últim treball, Tiptoes, el tall original de 150 minuts de Bright, va ser reduït a 90 minuts pels seus productors sense el seu consentiment, la qual cosa va fer que Bright critiqués vocalment els productors a l'escenari. Després de la recepció negativa d'aquesta producció del 2003, Bright no ha dirigit cap altra pel·lícula fins del 2023.

## Filmografia
- Forbidden Zone, guionista/actor (1980)
- Wildfire, guionista (1988)
- Guncrazy, guionista (1992)
- Dark Angel: The Ascent, guionista (1994)
- Shrunken Heads, guionista (1994)
- Tensió a l'autovia, guionista/director (1996)
- Vampirs moderns, guionista (1998)
- Confessions d'una delinqüent, guionista/director (1999)
- Ted Bundy, guionista/director (2002)
- Schwaz, guionista/director (2002)
- Tiptoes, guionista/director (2003)